# Hasso von Boehmer
Hasso von Boehmer, född 9 augusti 1904, död 5 mars 1945 i Berlin-Plötzensee, avrättad genom hängning i Plötzenseefängelset. Överstelöjtnant i generalstaben, dömd för 20 juli-attentatet mot Adolf Hitler.